# Damir Glavan
Damir Glavan, né le 2 mars 1974 à Rijeka, est un joueur de water-polo croate. 

## Carrière
Avec l'équipe de Croatie de water-polo masculin, Damir Glavan est médaillé d'argent aux Jeux olympiques d'été de 1996 à Atlanta.